# 공유 (배우)
공유(본명: 공지철, 孔劉, 1979년 7월 10일 ~ )는 대한민국의 배우이다. 본관은 곡부이다. 2000년 Mnet VJ 7기로 연예계에 데뷔했고, 2001년 KBS 드라마 《학교 4》를 통해 연기자로 데뷔했다. 2008년 1월 14일 군입대해 2009년 12월 8일에 전역했다. 주요 출연작으로는 드라마 《건빵선생과 별사탕》(2005), 《어느 멋진 날》(2006), 《커피프린스 1호점》(2007), 《쓸쓸하고 찬란하神 - 도깨비》(2016 ~ 2017) , 《트렁크 (드라마)》(2024), 《오징어 게임 시즌 1》(2021),  《오징어 게임 시즌 2 》(2024) 등과, 영화 《그녀를 모르면 간첩》(2004), 《김종욱 찾기》(2010), 《도가니》(2011), 《용의자》(2013), 《부산행》(2016), 《밀정》(2016), 《82년생 김지영》(2019), 《서복》(2021) 등이 있다.

## 성장 과정
1979년 7월 10일 부산직할시에서 태어났다. 남매로 누나 한명이 있다. 본명은 공지철이지만, 아버지의 성과 어머니의 성을 따서 공유라고 예명을 지었다. 본관은 곡부이다. 그의 아버지는 야구명문 부산상고 출신으로, 1982년 롯데 자이언츠 부산 사무소장을 지냈고, 1983년부터는 3년간 1군 매니저로 활동하며 1984년 팀이 한국시리즈 우승을 차지하는 데 조력자 역할을 했다고 한다.
공유는 동인고등학교를 졸업한 후 1년 뒤인 1999년 경희대학교 연극영화학과에 입학했다. 졸업 이후에는 동대학교의 아트퓨전디자인대학원 퍼포밍아트학과에 입학했고 석사학위를 받았다.

## 학력
- 낙민국민학교 (졸업)
- 내성중학교 (졸업)
- 동인고등학교 (졸업)
- 경희대학교 국제캠퍼스 (연극영화학 / 학사)
- 경희대학교 아트퓨전디자인대학원 (퍼포밍아트학 / 석사)

## 경력

### 2001-2005: 초기 경력, 라이징스타 등극
공유는 1999년 잡지 및 TV 광고 모델로 활동을 시작했으며, 2000년 Mnet VJ 7기로 연예계에 데뷔했다. 이듬해인 2001년에는 《골뱅이》, 《립스틱》, 《웬만해선 그들을 막을 수 없다》, 《쌍둥이네》 등 다수의 시트콤에 단역으로 출연했으며, 이후 스타 등용문이라 불린 KBS2 시즌제 교육 드라마 《학교 4》를 통해 연기자로 정식 데뷔하였다. 극중 그는 막대사탕을 들고 다녀 '캔디 보이'라는 애칭을 얻었다. 당시 22살이라는 늦은 나이에 데뷔했지만 기죽지 않고 자신감을 가지겠다고 다짐하며 연기를 시작했다고 한다. 그리고 2002년 KBS2 드라마 《언제나 두근두근》, 《거침없는 사랑》에서 조연으로 출연했다. 그러나 그 후 2003년 첫 주연작 SBS 청춘드라마 《스무살》이 조기 종영하는 아픔을 겪게 됐다.
이후 MBC 음악 프로그램 《생방송 음악캠프》의 MC를 맡았다. 작품에서는 영화 《동갑내기 과외하기》(2003)와 《잠복근무》(2005)에서 연이어 고등학생 역을 맡은 공유는 《그녀를 모르면 간첩》, 《S 다이어리》로 김선아와 연이어 호흡을 맞추었고, 야구 영화 《슈퍼스타 감사용》(2004)에서 전설의 우완투수 박철순 역으로 특별출연, 우완투수의 폼을 완벽히 소화해 극찬을 받았다. 공유는 2005년 SBS 드라마 《건빵선생과 별사탕》에서 조금 어리숙한 느낌의 철없지만 사랑스러운 고등학생 박태인 역을 맡아 선생님 나보리(공효진 분)와 연상연하 커플 연기로 여심을 흔들기 시작하며 좋은 반응을 얻기 시작했다.

### 2006-2010:커피프린스 1호점, 주목과 성공
공유는 이후 차근차근 주연으로 올라서며 내공도 닦아왔고, 2006년 MBC 드라마 《어느 멋진 날》에서 사기와 거짓말이 생활인 호주 뒷골목 건달로 어린 시절 헤어진 여동생 서하늘(성유리 분)을 찾아 한국으로 건너온 서건 역할을 연기했다. 이 작품은 자신의 심장은 바로 이 남자라고 생각하는 여자와 자신에게는 심장이 없다고 생각하는 남자의 이야기를 그렸으며, 그는 MBC 연기대상 미니시리즈부문 연기상을 수상했다.
29살에 접어들면서 스타로 도약하는 관문에서 번번이 주춤하는 듯 보이던 그에게 일생일대의 기회가 찾아왔다. 2007년 MBC 드라마 《커피프린스 1호점》에서 겉으론 차갑고 냉정해 보이지만 속으론 한없이 다정한 사장, 최한결 역으로 단숨에 '로코킹'이란 수식어가 붙었고, 스타덤에 오르며 신드롬급 인기를 얻었다. 하지만 공유는 당시에 이 작품을 처음에는 거절했었는데, 이유는 20대 후반에는 시청자들이 쉽게 공감할 수 있는 로맨틱코미디 작품이 싫었고 억지로 출연하는 건 거짓이라고 생각했기 때문이라고 언급했었다. 그는 MBC 연기대상 남자우수연기상을 수상했다. 같은 해 미이케 다카시 감독의 일본 영화 《용이 간다》에 출연했다.
공유는 인기 최고조의 시점에 군입대를 선택했고, 2008년 1월 6일 군입대 전 마지막 팬미팅이 성균관대학교 새천년홀에서 열렸다. 이후 1월 14일 군입대해 5주간의 기초 군사훈련을 마치고 논산훈련소에서 퇴소해 육군기계화학교에서 3주간의 후반기 교육을 마치고 강원도 철원 6사단으로 자대 배치를 받은 후 그해 9월 홍보지원반원(연예병사)에 선발된 후 복무를 마치고, 2009년 12월 8일에 전역했다. 공유는 군복무 동안 국방홍보원 연예병사로서 국군방송(KFN)에서 DJ로 활동했다.
또한 2008년 2월 22일 첫 사진집 'I LIKE YOO'이 일본에서 발매됐다. 사진집 타이틀의 'I'는 '공유의 모든 것'을, 'LIKE'는 '공유가 좋아하는 모든 것'을, 'YOO'는 '공유가 되고 싶은 자기'를 뜻하고 있다.

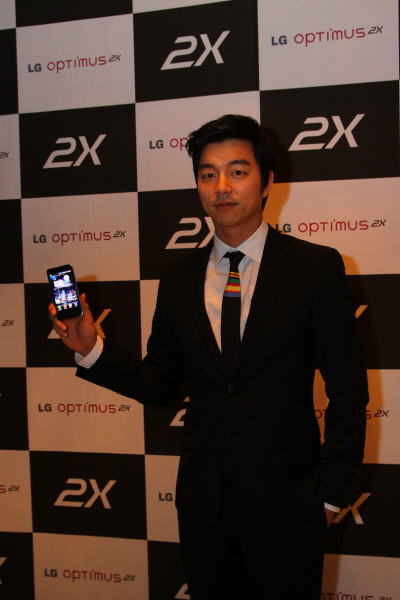
2011년 LG전자 옵티머스 2X 발표회에서 공유.

### 2011-2015: 군제대 후, 도가니와 용의자
공유는 군제대 후, 복귀 작품으로 영화 《김종욱 찾기》(2010)를 선택했고, 고지식한 소심남의 코믹한 캐릭터로 성공적인 이미지 변신을 했다. 이후 그는 영화 《도가니》에 출연했고, 이 작품은 2009년 책으로 출간됐을 당시 베스트셀러에 오르며 큰 주목을 받았던 동명의 소설을 원작으로 광주의 한 청각장애인학교에서 실제로 일어난 성폭력 사건을 모티브로 재구성하였고, 청각장애인학교에 부임한 한 교사와 인권 운동가가 그 곳에서 은밀하게 벌어져온 폭력과 비극을 세상에 알리는 과정을 담고 있다. 그는 상처 받은 아이들을 위로하고 그들을 위해 세상에 진실을 밝히기 위해 노력하는 미술교사 강인호 역을 연기해 호평을 받았다. 466만명의 관객수를 동원하며 흥행에 성공했으며, 제32회 청룡영화상 남우주연상과 제48회 백상예술대상 영화부문 남자 최우수연기상에 첫 후보지명되었다.
2012년 공유는 KBS2 드라마 《빅》으로 '커피프린스 1호점' 이후 5년여만에 브라운관에 컴백했고, 1인 2역의 서윤재/강경준 역을 연기했다. 이 작품은 18살, 질풍노도의 시기를 겪는 청소년이 어느 순간 30살 성인 남자가 되어 벌어지는 이야기를 그리고 있다. 하지만 '흥행 메이커' 홍자매와 공유의 드라마 복귀작으로 화제를 모았으나, 작품에 대한 혹평까지 겹치면서 예상치 못한 실패를 거두었다.

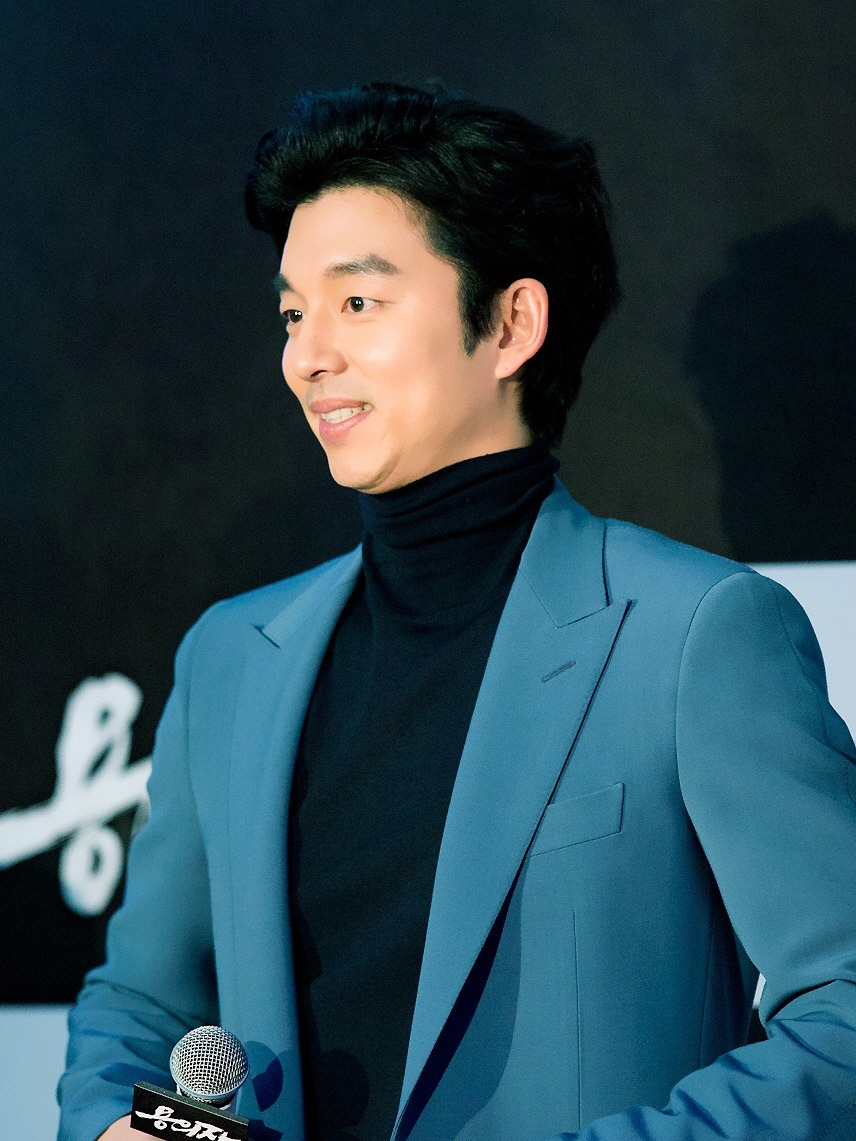
2013년 영화 《용의자》 VIP 시사회에서 공유.

2013년에 그는 영화 《용의자》으로 '도가니' 이후 2년 만의 스크린에 복귀했다. 이 작품에서 그는 북한에서 버림받고 남한에서 대리운전을 하며 살던 전직 북한 특수부대 출신 용병 지동철 역할을 맡아 강도 높은 액션 연기를 선보였으며, 대기업 회장 살인사건의 누명을 쓴 채 쫓기며 벌어지는 얘기를 그리고 있다. 413만명의 관객수를 동원하며 흥행에 성공했다.

### 2016-2018:부산행과도깨비, 흥행 배우로 자리매김
2016년 공유는 세 편의 영화에 출연했다. 정통 멜로 영화 《남과 여》에서는 전도연과 호흡을 맞췄고, 이 작품은 눈 덮인 핀란드에서 금지된 사랑에 빠진다는 내용으로, 공유는 그 남자 김기홍 역을 연기했다. 이후 그는 한국형 좀비 열풍의 시작을 알리며 좀비 바이러스가 창궐한 대한민국, 서울에서 출발한 부산행 KTX에서 펼쳐지는 이야기를 그린 영화 《부산행》에서 전대미문의 재난 속 딸을 지키기 위해 필사의 사투를 벌이는 아버지 서석우 역을 맡아 뭉클한 부성애를 선보이며 천만 배우 반열에 올랐다. 이 작품으로 제69회 칸영화제 미드나잇 스크리닝 부문에 초청받았으며, 제11회 아시안 필름 어워즈 남우주연상에 후보 지명되었다. 또한 송강호, 한지민, 엄태구 등과 호흡을 맞춘 영화 《밀정》에서 의열단의 냉철한 리더 김우진 역을 맡아 열연, 750만 관객을 동원하며 흥행 배우로 자리매김했다.
공유는 그해 말인 12월 초부터 방송 된 tvN 드라마 《쓸쓸하고 찬란하神 - 도깨비》로 4년여만에 브라운관에 컴백했고, 불멸의 삶을 끝내기 위해 인간 신부를 맞이한 도깨비 김신 역을 맡아 위기의 순간마다 홀연히 나타나 연인을 구해내는 모습으로 여심을 사로잡았다. 특히 섬세한 감정선, 탁월한 연기로 입체적인 캐릭터를 완성하며 지평을 넓혔다는 평을 얻으며, 제53회 백상예술대상 TV부문 남자 최우수연기상을 수상했다. 또한 한반도 사드 배치 결정에 따른 중국의 보복 탓에 한류가 주춤하는 와중에도, 현지에서 '도깨비'가 선풍적인 인기를 끈데는 공유가 큰 몫을 했다는 분석이 나왔으며, 중국의 문화전문 커뮤니티 사이트 '도우반'에서 발표한 가장 주목 받은 남자 배우 1위로 선정됐다.

### 2019-현재
공유는 2019년 영화 《82년생 김지영》에 출연했다. 이 작품은 1982년 태어나 2019년 오늘을 살아가는 김지영의 아무도 몰랐던 이야기를 그린 100만 베스트셀러 소설을 원작으로 하고 있으며, 주인공 김지영의 남편 정대현 역을 맡아, 가끔 다른 사람이 된 듯한 아내의 변화에 마음 아파하는 모습을 연기했다. 또한 공유는 이 작품으로 정유미와 '도가니', '부산행'에 이어 세 번째로 호흡을 맞추게 됐다. 이듬해인 2020년 그는 영화 《서복》에서 과거의 사건으로 인해 트라우마를 안고 외부와 단절된 삶을 살아가고 있는 전직 정보국 요원 민기헌 역을 맡아 연기했다. 이 작품은 인류 최초의 복제인간 서복(박보검 분)을 극비리에 옮기는 생애 마지막 임무를 맡게 된 남성이 서복을 노리는 여러 세력의 추적 속에서 특별한 동행을 하며 예기치 못한 상황에 휘말리게 되는 이야기를 그린다.
2021년 9월에 공개된 넷플릭스 드라마 《오징어 게임 시즌 1》에서 주최 측의 영업사원인 양복남 역할로 특별출연했다. 훤칠한 피지컬과 수트핏에 대해 해외에서도 섹시하고 잘생겼다는 반응과 짧지만 임팩트 강한 연기로 많은 인기과 호평을 받았다. 1편에서의 인기로 인해 시즌 2에 더 늘어난 분량으로 다시 특별츨연하게 된다.
이후 김태용 감독의 영화 《원더랜드》에 특별출연이 확정됐다. 이 작품은 보고 싶은 사람을 볼 수 있게 해주는 가상세계 원더랜드에서 세상을 떠난 가족, 연인과 영상통화로 다시 만나는 이야기를 그리며, 그는 극 중 원더랜드 서비스에서 관리와 안내자 역할을 하는 AI 성준 역을 맡아 탕웨이와 좋은 연기 호흡을 보여주었다. 
또한 넷플릭스 새 오리지널 시리즈 《고요의 바다》에 출연하는 것이 보도되었다. 이 작품은 필수 자원 고갈로 황폐해진 미래의 지구를 배경으로 달에 버려진 연구기지에 의문의 샘플을 회수하러 가는 정예 대원들의 이야기를 그리며, 그는 제한된 정보에 의존해 막중한 임무를 이끄는 탐사 대장 한윤재 역을 연기한다.
2024년  공개된 넷플릭스 오리지널 시리즈 《트렁크 (드라마)》에서 남자 주인공 한정원 역을 맡아 어릴적 가정폭력의 트라우마로 인해 약에 중독되고  전부인에게 의존하며 무기력하게 살다  여주인공 노인지를 만나 점점 서로를 구원해가는 감정선의 변화를 섬세하고 탁월하게 연기했다. 
2024년 12월에 공개된 넷플릭스 오리지널 시리즈 《오징어 게임 시즌 2》에 다시 특별출연 했다.1화에만 등장하지만 미스터리 하면서 잔인한 성격의 광기 어린 사이코패스인 딱지남 연기를 선보여 국내는 물론 해외 언론과 시청자들에게 대호평을 받았다. 영화 평론가 이동진은 시즌 2에서 가장 돋보이는 캐릭터로 딱지남을 꼽으며 배우가 연기도 너무 잘했고 시즌2의 7개의 에피소드 중에 딱지남의 에피소드인 1화가 가장 좋았다고 호평했고 실제로 오징어 게임 시즌2 시청자들을 상대로 실시한 설문조사에서 가장 인상 깊었던 배우에 공유가 1위로 뽑혔다.또한 틱톡에서 딱지남의 장면을 편집한 영상이 조회수 1억을 넘었고 좋아요는 천만이 넘었다.이로써 공유는 한국 배우 최초로 틱톡에서 1억을 넘긴 영상의 주인공이 됐다.딱지남의 인기와 임팩트가 얼마나 대단했는지 보여주는 대목이다.

## 개인 생활
공유는 평소 취미생활로 낚시를 즐기는 것으로 알려졌다.
또한 스포츠를 좋아하며, 아버지의 영향으로 프로 야구팀 롯데 자이언츠의 골수팬으로 알려져 있다.

## 가족 관계
- 할아버지 : 공현대(孔賢大, 1909-1995), 공자의 77대손 (곡부 공씨 효절공파)[51]:316
- 할머니 : 이순기(李順機, 1913-1979), 본관은 경주 이씨
  - 아버지: 공원(孔源, 1946-2024), 공현대의 차남
  - 어머니: 유명주(劉明珠, 1954-), 본관은 배천 유씨
    - 누나: 공은정(孔溵程, 1976-)